# The Quireboys
The Quireboys este o formație britanică de hard rock, fondată în 1984 în Londra, Anglia. La început formația s-a numit The Queerboys, iar mai apoi London Quireboys în Statele Unite.
S-a bucurat de succes la sfârșitul anilor 1980 și începutul anilor 1990, albumul de debut A Bit of What You Fancy atingând locul 2 în clasamentele britanice. Cea mai bine clasată piesă a formației a fost „Hey You”, atingând locul 14.
În 1993, The Quireboys s-a despărțit, dar s-a reunit în 1995 cu alți membri. În 2001, vocalistul Spike, chitaristul Guy Griffin și basistul Nigel Mogg au reinventat trupa. The Quireboys este încă activă, înregistrând materiale noi și concertând live.